# Zosterop de Sangkar
El zosterop de Sangkar (Zosterops melanurus) és un ocell de la família dels zosteròpids (Zosteropidae).

## Hàbitat i distribució
Habita els boscos de les illes de Java i Bali.

## Taxonomia
Considerada un grup subespecífic dins Zosterops palpebrosus, avui és considerada una espècie diferent.